# 沓掛インターチェンジ
沓掛インターチェンジ（くつかけインターチェンジ）は、京都府京都市西京区大枝沓掛町にある、京都縦貫自動車道のインターチェンジである。

## 概要
丹波IC方面のみのハーフインターチェンジである。
京都縦貫自動車道（京都丹波道路）の開通時は、本線が国道9号の京都市街方面に直結していたが、京都縦貫自動車道（京都第二外環状道路）の建設に伴い、新しい出入口のランプが順次供用した。また、京都第二外環状道路建設時の当ICの仮称は、大枝IC（おおえインターチェンジ）であったが、名称は変更されず建設前と同じ沓掛ICに決定した。
京都丹波道路の高速道路無料化社会実験期間中は、ほぼ毎日沓掛IC出口（沓掛交差点）で渋滞が発生していた。

## 歴史
- 1988年（昭和63年）2月17日 : 亀岡IC - 沓掛IC間が、一般国道9号 老ノ坂亀岡道路として開通。
- 1989年度（平成元年度） : 京都縦貫自動車道の京都第二外環状道路が事業化[3]。
- 1993年(平成5年)4月1日 : 千代川IC - 沓掛IC間が、国道9号から国道478号に変更され、それに伴い起点と終点が入れ換わる。
- 1996年（平成8年）4月27日 : 一般国道9号 老ノ坂亀岡道路の名称が、京都縦貫自動車道（京都丹波道路）に変更。
- 2005年（平成17年）10月1日 : 道路関係四公団民営化により、京都丹波道路の保有を、独立行政法人 日本高速道路保有・債務返済機構に、管理を西日本高速道路株式会社に移管。
- 2010年（平成22年）6月28日 : 京都丹波道路で高速道路無料化社会実験が開始[6]。
- 2011年（平成23年）
  - 6月20日 : 政府が東北地方太平洋沖地震（東日本大震災）の復旧・復興費用をまかなうため、0時をもって高速道路無料化社会実験が一旦終了し、一時凍結される[7]。
  - 10月31日 : 京都第二外環状道路の建設に伴い、沓掛IC入口の進入方法が変更[1]。
- 2012年（平成24年）
  - 2月6日 : 京都第二外環状道路の建設に伴い、沓掛IC出口の退出方法が変更[2]。
  - 4月26日 : 京都第二外環状道路の建設時の仮称だった大枝ICから[3]、建設前と同じ沓掛ICに名称が決定[4]。
- 2013年（平成25年）4月21日 : 京都第二外環状道路の、沓掛IC - 大山崎JCT間が開通[8]。
- 2020年（令和2年）7月9日 : 令和２年７月豪雨により土砂崩れが発生。車３台が巻き込まれる。

## 周辺
- 京都市立芸術大学
- 京都成章高等学校
- 京都大枝西新林郵便局
- 京都市立大枝小学校
- うぐいす幼稚園

## 接続する道路
- 国道9号（山陰道）

## 料金所
- ブース数 : 7

### 入口
- ブース数 : 3
  - ETC専用 : 1
  - ETC•一般 : 1
  - 一般 : 1

### 出口
- ブース数 : 4
  - ETC専用 : 2
  - 一般（精算機） : 2

## 隣
E9 京都縦貫自動車道（京都丹波道路）
(14)篠IC - (15)沓掛IC
E9 京都縦貫自動車道（京都第二外環状道路）
(15)沓掛IC - (16)大原野IC